# Troisième circonscription de La Réunion
La troisième circonscription de La Réunion est l'une des sept circonscriptions législatives de l'île de La Réunion. Elle est représentée par Joseph Rivière, député Rassemblement national (RN), élu le 7 juillet 2024.

## Découpage
La troisième circonscription de La Réunion recouvre les sept cantons suivants :
| Canton                  | Commune     |
| ----------------------- | ----------- |
| Canton d'Entre-Deux     | Entre-Deux  |
| Canton de Saint-Louis-2 | Saint-Louis |
| Canton de Saint-Louis-3 | Cilaos      |
| Canton du Tampon-1      | Le Tampon   |
| Canton du Tampon-2      | Le Tampon   |
| Canton du Tampon-3      | Le Tampon   |
| Canton du Tampon-4      | Le Tampon   |

Elle comprenait également les cantons des Avirons, de L'Étang-Salé, de Saint-Leu-1, de Saint-Leu-2 et de Saint-Louis-1 jusqu'au redécoupage des circonscriptions législatives françaises de 2010, lequel a attribué ces cantons à la septième circonscription de La Réunion, une nouvelle circonscription.

Carte de la troisième circonscription de La Réunion de 1958 à 1986
Carte de la troisième circonscription de La Réunion de 1988 à 2012

## Historique des résultats
| Législature | Début de mandat | Fin de mandat  | Député              | Parti politique | Observations |
| ----------- | --------------- | -------------- | ------------------- | --------------- | --- |
| Ire         | 9 décembre 1958 | 9 octobre 1962 | Marcel Cerneau      | DVD             | Mandat écourté à la suite d'une dissolution parlementaire décidée par Charles de Gaulle.                                                                       |
| IIe         | 6 décembre 1962 | 2 avril 1967   | Marcel Cerneau      | DVD             | |
| IIIe        | 3 avril 1967    | 30 mai 1968    | Marcel Cerneau      | DVD             | Mandat écourté à la suite d'une dissolution parlementaire décidée par Charles de Gaulle.                                                                       |
| IVe         | 11 juillet 1968 | 1er avril 1973 | Marcel Cerneau      | DVD             | |
| Ve          | 2 avril 1973    | 2 avril 1978   | Marcel Cerneau      | DVD             | |
| VIe         | 3 avril 1978    | 22 mai 1981    | Pierre Lagourgue    | UDF             | Mandat écourté à la suite d'une dissolution parlementaire décidée par François Mitterrand.                                                                     |
| VIIe        | 2 juillet 1981  | 1er avril 1986 | Wilfrid Bertile     | PS              | |
| VIIIe       | 2 avril 1986    | 14 mai 1988    | siège vacant        | siège vacant    | Proportionnelle par département, pas de député par circonscription. Mandat écourté à la suite d'une dissolution parlementaire décidée par François Mitterrand. |
| IXe         | 23 juin 1988    | 1er avril 1993 | André Thien Ah Koon | DVD             | |
| Xe          | 2 avril 1993    | 21 avril 1997  | André Thien Ah Koon | DVD             | Mandat écourté à la suite d'une dissolution parlementaire décidée par Jacques Chirac.                                                                          |
| XIe         | 12 juin 1997    | 18 juin 2002   | André Thien Ah Koon | DVD             | |
| XIIe        | 19 juin 2002    | 19 juin 2007   | André Thien Ah Koon | DVD             | 2006 – 2007 : siège vacant |
| XIIIe       | 20 juin 2007    | 19 juin 2012   | Didier Robert       | UMP             | 2010 – 2011 : Jacqueline Farreyrol |
| XIVe        | 20 juin 2012    | 20 juin 2017   | Jean-Jacques Vlody  | App. PS         | |
| XVe         | 21 juin 2017    | 21 juin 2022   | Nathalie Bassire    | LR              | |
| XVIe        | 22 juin 2022    | 9 juin 2024    | Nathalie Bassire    | DVD             | Mandat écourté à la suite d'une dissolution parlementaire décidée par Emmanuel Macron.                                                                         |
| XVIIe       | 8 juillet 2024  | En cours       | Joseph Rivière      | RN              | |

## Historique des élections

### Élections de 1958
| | Marcel Cerneau élu     | Divers         | 21 559 | 88,22  |  |  |  |
| | Antoine Mondon sortant | PCR            | 2 879  | 1,18   |  |  |  |
| |                        |                |        |        |  |  |  |
| Inscrits | Inscrits               | Inscrits       | 38 988 | 100,00 |  |  |  |
| Abstentions | Abstentions            | Abstentions    | 13 964 | 35,82  |  |  |  |
| Votants | Votants                | Votants        | 25 024 | 64,18  |  |  |  |
| Blancs et nuls | Blancs et nuls         | Blancs et nuls | 586    | 2,34   |  |  |  |
| Exprimés | Exprimés               | Exprimés       | 24 438 | 97,66  |  |  |  |
| Source : France, Ministère de l'intérieur. Les Elections législatives . Métropole., la Documentation française, 1960 (lire en ligne) |                        |                |        |        |  |  |  |

Marcel Cerneau siège parmi les députés non-inscrits.

### Élections de 1962
| | Marcel Cerneau sortant réélu | Divers         | 24 235 | 91,68  |  |  |  |
| | Bruny Payet                  | PCR            | 2 199  | 8,32   |  |  |  |
| |                              |                |        |        |  |  |  |
| Inscrits | Inscrits                     | Inscrits       | 37 143 | 100,00 |  |  |  |
| Abstentions | Abstentions                  | Abstentions    | 10 549 | 28,4   |  |  |  |
| Votants | Votants                      | Votants        | 26 594 | 71,6   |  |  |  |
| Blancs et nuls | Blancs et nuls               | Blancs et nuls | 160    | 0,6    |  |  |  |
| Exprimés | Exprimés                     | Exprimés       | 26 434 | 99,4   |  |  |  |
| Source : France, Ministère de l'intérieur. Les Elections législatives . Métropole., la Documentation française, 1963 (lire en ligne) |                              |                |        |        |  |  |  |

Le suppléant de Marcel Cerneau était le Docteur Guy Hoarau, conseiller général, maire de Saint-Joseph.

### Élections de 1967
| | Marcel Cerneau sortant réélu | CD (PDM)       | 22 768 | 76,93  |  |  |  |
| | Bruny Payet                  | PCR            | 6 828  | 23,07  |  |  |  |
| |                              |                |        |        |  |  |  |
| Inscrits | Inscrits                     | Inscrits       | 42 262 | 100,00 |  |  |  |
| Abstentions | Abstentions                  | Abstentions    | 12 378 | 29,29  |  |  |  |
| Votants | Votants                      | Votants        | 29 884 | 70,71  |  |  |  |
| Blancs et nuls | Blancs et nuls               | Blancs et nuls | 288    | 0,96   |  |  |  |
| Exprimés | Exprimés                     | Exprimés       | 29 596 | 99,04  |  |  |  |
| Source : France, Ministère de l'intérieur. Les Elections législatives . Métropole., la Documentation française, 1967 (lire en ligne) |                              |                |        |        |  |  |  |

Le suppléant de Marcel Cerneau était le Docteur Guy Hoarau, conseiller général, maire de Saint-Joseph.

### Élections de 1968
| | Marcel Cerneau sortant réélu | CD (PDM)       | 16 927 | 65,32  |  |  |  |
| | Bruny Payet                  | PCR            | 5 978  | 23,07  |  |  |  |
| | Albert Ramassamy             | FGDS           | 3 007  | 11,60  |  |  |  |
| |                              |                |        |        |  |  |  |
| Inscrits | Inscrits                     | Inscrits       | 44 151 | 100,00 |  |  |  |
| Abstentions | Abstentions                  | Abstentions    | 17 718 | 40,13  |  |  |  |
| Votants | Votants                      | Votants        | 26 433 | 59,87  |  |  |  |
| Blancs et nuls | Blancs et nuls               | Blancs et nuls | 521    | 1,97   |  |  |  |
| Exprimés | Exprimés                     | Exprimés       | 25 912 | 98,03  |  |  |  |
| Source : France, Ministère de l'intérieur. Les Elections législatives . Métropole., la Documentation française, 1967 (lire en ligne) |                              |                |        |        |  |  |  |

Le suppléant de Marcel Cerneau était le Docteur Guy Hoarau.

### Élections de 1973
| | Marcel Cerneau sortant réélu | CDP (URP)      | 17 063 | 50,81  |  |  |  |
| | Joseph-Elie Hoarau           | PCR            | 10 071 | 29,99  |  |  |  |
| | Roland Hoarau                | MR             | 4 309  | 12,83  |  |  |  |
| | Gaston Hoarau                | PS (UGSD)      | 2 136  | 6,36   |  |  |  |
| |                              |                |        |        |  |  |  |
| Inscrits | Inscrits                     | Inscrits       | 48 218 | 100,00 |  |  |  |
| Abstentions | Abstentions                  | Abstentions    | 14 058 | 29,16  |  |  |  |
| Votants | Votants                      | Votants        | 34 160 | 70,84  |  |  |  |
| Blancs et nuls | Blancs et nuls               | Blancs et nuls | 581    | 1,7    |  |  |  |
| Exprimés | Exprimés                     | Exprimés       | 33 579 | 98,3   |  |  |  |
| Source : France, Ministère de l'intérieur. Les Elections législatives . Métropole., la Documentation française, 1974 (lire en ligne) |                              |                |        |        |  |  |  |

Le suppléant de Marcel Cerneau était le Docteur Guy Hoarau.

### Élections de 1978
|                | Pierre Lagourgue élu   | UDF (PR)      | 22 433 | 53,57  |  |  |  |
|                | Élie Hoarau            | PCR           | 12 374 | 29,55  |  |  |  |
|                | Marcel Cerneau sortant | Divers droite | 4 497  | 10,74  |  |  |  |
|                | Jean-Claude Fruteau    | PS            | 2 569  | 6,14   |  |  |  |
|                |                        |               |        |        |  |  |  |
| Inscrits       | Inscrits               | Inscrits      | 62 199 | 100,00 |  |  |  |
| Abstentions    |                        |               |        |        |  |  |  |
| Votants        |                        |               |        |        |  |  |  |
| Blancs et nuls |                        |               |        |        |  |  |  |
| Exprimés       | Exprimés               | Exprimés      | 41 873 |        |  |  |  |

Le suppléant de Pierre Lagourgue était le Docteur Guy Hoarau.

### Élections de 1981
| Candidat       | Candidat              | Parti             | Premier tour | Premier tour | Second tour | Second tour |  |
| Candidat       | Candidat              | Parti             | Voix         | %            | Voix        | %           |  |
| -------------- | --------------------- | ----------------- | ------------ | ------------ | ----------- | ----------- |  |
|                | Wilfrid Bertile élu   | PS                | 10 478       | 28,44        | 21 768      | 54,70       |  |
|                | Élie Hoarau           | PCR               | 9 372        | 25,44        | Retrait     | Retrait     |  |
|                | André-Maurice Pihouée | RPR (UNM)         | 8 762        | 23,78        | 18 026      | 45,30       |  |
|                | Jean-Paul Virapoullé  | UDF (CDS)         | 7 404        | 20,10        | Retrait     | Retrait     |  |
|                | Marcel Boissier       | Divers écologiste | 824          | 2,24         |             |             |  |
|                |                       |                   |              |              |             |             |  |
| Inscrits       | Inscrits              | Inscrits          | 62 884       | 100,00       | 62 870      | 100,00      |  |
| Abstentions    | Abstentions           | Abstentions       | 25 492       | 40,54        | 21 929      | 34,88       |  |
| Votants        | Votants               | Votants           | 37 392       | 59,46        | 40 941      | 65,12       |  |
| Blancs et nuls | Blancs et nuls        | Blancs et nuls    | 552          | 1,48         | 1 147       | 2,8         |  |
| Exprimés       | Exprimés              | Exprimés          | 36 840       | 98,52        | 39 794      | 97,2        |  |

### Élections de 1988
| Candidat       | Candidat                          | Parti          | Premier tour | Premier tour | Second tour | Second tour |  |
| Candidat       | Candidat                          | Parti          | Voix         | %            | Voix        | %           |  |
| -------------- | --------------------------------- | -------------- | ------------ | ------------ | ----------- | ----------- |  |
|                | André Thien Ah Koon sortant réélu | Divers droite  | 22 880       | 47,91        | 30 041      | 54,71       |  |
|                | Claude Hoarau                     | PCR            | 18 914       | 39,61        | 24 873      | 45,29       |  |
|                | Michel-Charles Hoarau             | PS             | 4 801        | 10,05        |             |             |  |
|                | Claude Hoarau                     | Divers droite  | 1 159        | 2,43         |             |             |  |
|                |                                   |                |              |              |             |             |  |
| Inscrits       | Inscrits                          | Inscrits       | 69 077       | 100,00       | 69 070      | 100,00      |  |
| Abstentions    | Abstentions                       | Abstentions    | 20 374       | 29,49        | 12 967      | 18,77       |  |
| Votants        | Votants                           | Votants        | 48 703       | 70,51        | 56 103      | 81,23       |  |
| Blancs et nuls | Blancs et nuls                    | Blancs et nuls | 949          | 1,95         | 1 189       | 2,12        |  |
| Exprimés       | Exprimés                          | Exprimés       | 47 754       | 98,05        | 54 914      | 97,88       |  |

Le suppléant d'André Thien Ah Koon était Daniel Tholozan, médecin, maire de l'Entre-Deux, conseiller général.

### Élections de 1993
|                | André Thien Ah Koon sortant réélu | Divers droite (UPF) | 27 658 | 56,31  |  |  |  |
|                | René-Olivier Payet                | PCR                 | 14 551 | 29,62  |  |  |  |
|                | Michel-Charles Hoarau             | PS (ADFP)           | 3 222  | 6,56   |  |  |  |
|                | Marie-Odile Houtmann              | GÉ (EÉ)             | 1 294  | 2,63   |  |  |  |
|                | Louis-René Payet                  | Divers droite       | 1 118  | 2,28   |  |  |  |
|                | René-Claude Payet                 | Divers droite       | 766    | 1,56   |  |  |  |
|                | Yves-Bernard Araye                | Divers droite       | 486    | 0,99   |  |  |  |
|                | Guy Jarnac                        | diss. PS            | 23     | 0,05   |  |  |  |
|                |                                   |                     |        |        |  |  |  |
| Inscrits       | Inscrits                          | Inscrits            | 81 420 | 100,00 |  |  |  |
| Abstentions    | Abstentions                       | Abstentions         | 29 204 | 35,87  |  |  |  |
| Votants        | Votants                           | Votants             | 52 216 | 64,13  |  |  |  |
| Blancs et nuls | Blancs et nuls                    | Blancs et nuls      | 3 098  | 5,93   |  |  |  |
| Exprimés       | Exprimés                          | Exprimés            | 49 118 | 94,07  |  |  |  |

### Élections de 1997
|                | André Thien Ah Koon sortant réélu | Divers droite  | 27 760 | 51,74  |  |  |  |
|                | Jean-Claude Fruteau               | PS             | 18 965 | 35,35  |  |  |  |
|                | Lylian Payet                      | Divers droite  | 4 347  | 8,1    |  |  |  |
|                | Guy Jarnac                        | diss. PS       | 1 471  | 2,74   |  |  |  |
|                | Richard Alavin                    | FN             | 773    | 1,44   |  |  |  |
|                | Marie Josette Marion              | PLN            | 335    | 0,62   |  |  |  |
|                |                                   |                |        |        |  |  |  |
| Inscrits       | Inscrits                          | Inscrits       | 87 476 | 100,00 |  |  |  |
| Abstentions    | Abstentions                       | Abstentions    | 30 440 | 34,8   |  |  |  |
| Votants        | Votants                           | Votants        | 57 036 | 65,2   |  |  |  |
| Blancs et nuls | Blancs et nuls                    | Blancs et nuls | 3 385  | 5,93   |  |  |  |
| Exprimés       | Exprimés                          | Exprimés       | 53 651 | 94,07  |  |  |  |

Le suppléant d'André Thien Ah Koon était Michel Dennemont, infirmier libéral, maire des Avirons, conseiller général du canton des Avirons.

### Élections de 2002
|                | André Thien Ah Koon sortant réélu | Divers droite     | 32 188  | 56,17  |  |  |  |
|                | Julien Ramin                      | PCR               | 13 043  | 22,76  |  |  |  |
|                | Céline Lucilly                    | Divers droite     | 4 079   | 7,12   |  |  |  |
|                | Joseph Damour                     | Divers            | 1 690   | 2,95   |  |  |  |
|                | Cyril Fouladoux                   | Les Verts         | 1 456   | 2,54   |  |  |  |
|                | Bertrand, Louis Grondin           | Divers gauche     | 1 418   | 2,47   |  |  |  |
|                | Michaël, Denis Crochet            | Régionaliste      | 651     | 1,14   |  |  |  |
|                | Corinne Imbola                    | LO                | 538     | 0,94   |  |  |  |
|                | René-Paul Hoarau                  | Pôle républicain  | 508     | 0,89   |  |  |  |
|                | Thérèsien Mouny Latchimy          | Divers            | 473     | 0,83   |  |  |  |
|                | Daniela Montes                    | MNR               | 472     | 0,82   |  |  |  |
|                | Aniel Boyer                       | Régionaliste      | 308     | 0,54   |  |  |  |
|                | Georges Niflore                   | Divers            | 185     | 0,32   |  |  |  |
|                | Jean-François Gauthier            | Divers écologiste | 175     | 0,31   |  |  |  |
|                | Philippe Salesses                 | Divers            | 118     | 0,21   |  |  |  |
|                | Christophe Eula                   | Divers            | 1       | 0      |  |  |  |
|                |                                   |                   |         |        |  |  |  |
| Inscrits       | Inscrits                          | Inscrits          | 106 761 | 100,00 |  |  |  |
| Abstentions    | Abstentions                       | Abstentions       | 45 974  | 43,06  |  |  |  |
| Votants        | Votants                           | Votants           | 60 787  | 56,94  |  |  |  |
| Blancs et nuls | Blancs et nuls                    | Blancs et nuls    | 3 484   | 5,73   |  |  |  |
| Exprimés       | Exprimés                          | Exprimés          | 57 303  | 94,27  |  |  |  |

Le suppléant d'André Thien Ah Koon était Michel Dennemont.

### Élections de 2007
| Candidat       | Candidat           | Parti          | Premier tour | Premier tour | Second tour | Second tour |  |
| Candidat       | Candidat           | Parti          | Voix         | %            | Voix        | %           |  |
| -------------- | ------------------ | -------------- | ------------ | ------------ | ----------- | ----------- |  |
|                | Didier Robert élu  | UMP            | 30 090       | 44,71        | 48 822      | 62,42       |  |
|                | Paul Vergès        | PCR            | 13 998       | 20,8         | 29 396      | 37,58       |  |
|                | Jean-Jacques Vlody | PS             | 13 355       | 19,84        |             |             |  |
|                | Michel Dennemont   | Divers         | 6 520        | 9,69         |             |             |  |
|                | Sébastien Enault   | LCR            | 769          | 1,14         |             |             |  |
|                | Vincent Defaud     | Les Verts      | 743          | 1,1          |             |             |  |
|                | Franck Deloras     | LT-LNÉ         | 659          | 0,98         |             |             |  |
|                | Dominique Henry    | Divers gauche  | 328          | 0,49         |             |             |  |
|                | Jean-Michel Burel  | Divers droite  | 234          | 0,35         |             |             |  |
|                | Aniel Boyer        | Divers         | 234          | 0,35         |             |             |  |
|                | Joël Arthur        | Divers         | 205          | 0,3          |             |             |  |
|                | Gladys Dargere     | Divers         | 165          | 0,25         |             |             |  |
|                |                    |                |              |              |             |             |  |
| Inscrits       | Inscrits           | Inscrits       | 126 760      | 100,00       | 126 885     | 100,00      |  |
| Abstentions    | Abstentions        | Abstentions    | 56 551       | 44,61        | 44 313      | 34,92       |  |
| Votants        | Votants            | Votants        | 70 209       | 55,39        | 82 572      | 65,08       |  |
| Blancs et nuls | Blancs et nuls     | Blancs et nuls | 2 909        | 4,14         | 4 354       | 5,27        |  |
| Exprimés       | Exprimés           | Exprimés       | 67 300       | 95,86        | 78 218      | 94,73       |  |

### Élections de 2012
| Candidat       | Candidat                        | Parti          | Premier tour | Premier tour | Second tour | Second tour |  |
| Candidat       | Candidat                        | Parti          | Voix         | %            | Voix        | %           |  |
| -------------- | ------------------------------- | -------------- | ------------ | ------------ | ----------- | ----------- |  |
|                | Jean-Jacques Vlody élu          | PS             | 16 267       | 40,88        | 27 088      | 60,06       |  |
|                | André Thien Ah Koon             | Divers droite  | 13 528       | 34,00        | 18 012      | 39,94       |  |
|                | Paulet Payet                    | diss. UMP      | 4 762        | 11,97        |             |             |  |
|                | Yvan Dejean                     | PCR            | 2 405        | 6,05         |             |             |  |
|                | Corinne-Suzanne Nayagom-Ringama | FN             | 1 166        | 2,93         |             |             |  |
|                | Jean-Alain Cadet                | EÉLV           | 643          | 1,62         |             |             |  |
|                | Pascal Basse                    | FG (PCF)       | 427          | 1,07         |             |             |  |
|                | Franck Deloras                  | LT-LNÉ         | 402          | 1,01         |             |             |  |
|                | Aniel Boyer                     | Régionaliste   | 192          | 0,48         |             |             |  |
|                |                                 |                |              |              |             |             |  |
| Inscrits       | Inscrits                        | Inscrits       | 83 850       | 100,00       | 83 831      | 100,00      |  |
| Abstentions    | Abstentions                     | Abstentions    | 41 929       | 50           | 35 249      | 42,05       |  |
| Votants        | Votants                         | Votants        | 41 921       | 50           | 48 582      | 57,95       |  |
| Blancs et nuls | Blancs et nuls                  | Blancs et nuls | 2 129        | 5,08         | 3 482       | 7,17        |  |
| Exprimés       | Exprimés                        | Exprimés       | 39 792       | 94,92        | 45 100      | 92,83       |  |

### Élections de 2017
|                                                                             |                                                        |                           |                           |                          |                          |
|                                                                             |                                                        | Premier tour 11 juin 2017 | Premier tour 11 juin 2017 | Second tour 18 juin 2017 | Second tour 18 juin 2017 |
|                                                                             |                                                        |                           |                           |                          |                          |
|                                                                             |                                                        | Nombre                    | % des inscrits            | Nombre                   | % des inscrits           |
| Inscrits                                                                    | Inscrits                                               | 92 761                    | 100,00                    | 92 752                   | 100,00                   |
| Abstentions                                                                 | Abstentions                                            | 57 616                    | 62,11                     | 51 977                   | 56,04                    |
| Votants                                                                     | Votants                                                | 35 145                    | 37,89                     | 40 775                   | 43,96                    |
|                                                                             |                                                        |                           | % des votants             |                          | % des votants            |
| Bulletins blancs                                                            | Bulletins blancs                                       | 1 766                     | 5,02                      | 2 674                    | 6,56                     |
| Bulletins nuls                                                              | Bulletins nuls                                         | 1 850                     | 5,26                      | 3 282                    | 8,05                     |
| Suffrages exprimés                                                          | Suffrages exprimés                                     | 31 529                    | 89,71                     | 34 819                   | 85,39                    |
|                                                                             |                                                        |                           |                           |                          |                          |
| Candidat Étiquette politique (partis et alliances)                          | Candidat Étiquette politique (partis et alliances)     | Voix                      | % des exprimés            | Voix                     | % des exprimés           |
|                                                                             |                                                        |                           |                           |                          |                          |
|                                                                             | Nathalie Bassire Les Républicains                      | 8 915                     | 28,28                     | 19 652                   | 56,44                    |
|                                                                             | Jacquet Hoarau Divers droite (France Réunion Avenir)   | 8 260                     | 26,20                     | 15 167                   | 43,56                    |
|                                                                             | Jean-Jacques Vlody (député sortant) Parti socialiste   | 3 601                     | 11,42                     |                          |                          |
|                                                                             | Carine Garcia La République en marche                  | 3 370                     | 10,69                     |                          |                          |
|                                                                             | Virginie Grondin La France insoumise                   | 2 935                     | 9,31                      |                          |                          |
|                                                                             | Jean-Hugues Lebian Front national                      | 2 213                     | 7,02                      |                          |                          |
|                                                                             | Antoine Fontaine Divers                                | 879                       | 2,79                      |                          |                          |
|                                                                             | Raphaël Dijoux Écologiste (Mouvement 100%)             | 426                       | 1,35                      |                          |                          |
|                                                                             | Catherine M'Couezou Lutte ouvrière                     | 336                       | 1,07                      |                          |                          |
|                                                                             | Philippe Hoareau Divers (Union populaire républicaine) | 323                       | 1,02                      |                          |                          |
|                                                                             | Clémendeau Hoarau Divers (MoDem)                       | 271                       | 0,86                      |                          |                          |
| Source : Ministère de l'Intérieur - Troisième circonscription de La Réunion |                                                        |                           |                           |                          |                          |

### Élections de 2022
| Résultats des élections législatives des 12 et 19 juin 2022 de la 3e circonscription de la Réunion |                          |                          |                          |              |              |             |             |
| Candidat                                                                                           | Candidat                 | Parti                    | Nuance                   | Premier tour | Premier tour | Second tour | Second tour |
| Candidat                                                                                           | Candidat                 | Parti                    | Nuance                   | Voix         | %            | Voix        | %           |
| | Patrice Thien-Ah-Koon    | LR (UDC)                 | DVD                      | 6 351        | 21,68        | 14 091      | 48,13       |
| | Nathalie Bassire         | LR diss.                 | DVD                      | 4 904        | 16,74        | 15 186      | 51,87       |
| | Alexis Chaussalet        | LFI (NUPES)              | DVG                      | 4 853        | 16,57        |             |             |
| | Didier Hoareau           | RN                       | RN                       | 3 990        | 13,62        |             |             |
| | Bachil Valy              | LREM (ENS)               | ENS                      | 2 831        | 9,67         |             |             |
| | Jean-Jacques Vlody       | PS                       | DVG                      | 1 787        | 6,10         |             |             |
| | Antoine Fontaine         | SE                       | DVG                      | 1 232        | 4,21         |             |             |
| | Rémy Bourgogne           | PLR diss.                | DVG                      | 987          | 3,37         |             |             |
| | Aurélie Vigne            | PCR                      | DVG                      | 839          | 2,86         |             |             |
| | Didier Técher            | SE                       | DVC                      | 450          | 1,54         |             |             |
| | Raphaël Dijoux           | GE                       | ECO                      | 411          | 1,40         |             |             |
| | Sandrine Moukine         | DLF (UPF)                | DSV                      | 348          | 1,19         |             |             |
| | Yves Thebault            | LO                       | DXG                      | 306          | 1,04         |             |             |
| Votes valides                                                                                      | Votes valides            | Votes valides            | Votes valides            | 29 289       | 91,71        | 29 277      | 85,56       |
| Votes blancs                                                                                       | Votes blancs             | Votes blancs             | Votes blancs             | 1 288        | 4,03         | 2 211       | 6,46        |
| Votes nuls                                                                                         | Votes nuls               | Votes nuls               | Votes nuls               | 1 361        | 4,26         | 2 730       | 7,98        |
| Total                                                                                              | Total                    | Total                    | Total                    | 31 938       | 100          | 34 218      | 100         |
| Abstention                                                                                         | Abstention               | Abstention               | Abstention               | 64 273       | 66,80        | 62 012      | 64,44       |
| Inscrits / participation                                                                           | Inscrits / participation | Inscrits / participation | Inscrits / participation | 96 211       | 33,20        | 96 230      | 35,56       |

### Élections de 2024
| Candidat                 | Candidat                 | Parti et coalition       | Nuance                   | Premier tour | Premier tour | Second tour | Second tour |
| Candidat                 | Candidat                 | Parti et coalition       | Nuance                   | Voix         | %            | Voix        | %           |
| ------------------------ | ------------------------ | ------------------------ | ------------------------ | ------------ | ------------ | ----------- | ----------- |
|                          | Joseph Rivière           | RN                       | RN                       | 13 360       | 31,56        | 22 831      | 51,43       |
|                          | Alexis Chaussalet        | PLR - LFI (NFP)          | DVG                      | 10 076       | 23,80        | 21 559      | 48,57       |
|                          | Nathalie Bassire         | REULI                    | DVD                      | 9 718        | 22,96        |             |             |
|                          | Monique Bénard           | SE                       | DVD                      | 4 207        | 9,94         |             |             |
|                          | Jean-Jacques Vlody       | PS diss.                 | DVG                      | 2 121        | 5,01         |             |             |
|                          | Didier Hoareau           | RN!                      | EXD                      | 2 083        | 4,92         |             |             |
|                          | Nicolas Legentil         | LO                       | EXG                      | 540          | 1,28         |             |             |
|                          | Jean-Eric Theiné         | DLF                      | DSV                      | 229          | 0,54         |             |             |
|                          | Antoine Fontaine         | SE                       | REG                      | 0            | 0,00         |             |             |
|                          |                          |                          |                          |              |              |             |             |
| Votes valides            | Votes valides            | Votes valides            | Votes valides            | 42 334       | 93,34        | 44 490      | 90,93       |
| Votes blancs             | Votes blancs             | Votes blancs             | Votes blancs             | 1 490        | 3,29         | 2 385       | 4,89        |
| Votes nuls               | Votes nuls               | Votes nuls               | Votes nuls               | 1 529        | 3,37         | 2 044       | 4,19        |
| Total                    | Total                    | Total                    | Total                    | 45 353       | 100          | 48 819      | 100         |
| Abstention               | Abstention               | Abstention               | Abstention               | 53 482       | 54,11        | 50 052      | 50,62       |
| Inscrits / participation | Inscrits / participation | Inscrits / participation | Inscrits / participation | 98 835       | 45,89        | 98 871      | 49,38       |